# 受験生ブルース
受験生ブルース（じゅけんせいブルース）は、高石ともやが1968年2月25日に日本ビクターから発売された3枚目のシングル。シングル盤ジャケットのイラストは園山俊二。

## 概要
1967年に、当時高校3年生であった中川五郎により、ボブ・ディランのNorth Country Bluesの替え歌として、当初は「受験生のブルース」というタイトルで作られた歌詞に、高石友也がC&W調の曲を付けてリリースされた。ブルースというタイトルでありながら、曲調が異なるのはそのような理由による。
高石の「受験生ブルース」は累計で90万枚の大ヒットを記録している。
本曲中に出て来る「ラジオ講座」のアナウンサーとして出演しているのは、当時ニッポン放送のアナウンサーだった梶幹雄である。
最初に作った中川五郎が「受験生のブルース」を、この「受験生ブルース」ヒット後に披露する機会もあったが、勝手にマイナーなメロディーをつけて歌っていると誤解されることもあり、歌わなくなった。

## 収録曲
作詞：中川五郎、作曲：高石ともや
A面
1. 受験生ブルース（3分42秒）

B面
1. 受験生ブルース（LIVE盤）（3分45秒）
  - 第2回高石友也リサイタル（1968年1月12日、大阪サンケイホール）。

## カバー
- デューク・エイセス - 1970年のアルバム「フォークエイセス」収録。
- 坂本ちゃん - 2001年のデビューシングル。